# Айба, Виссарион Кукунович
Виссарион Кукунович Айба (1911 год, село Отхара, Сухумский округ, Российская империя — 13 августа 1983 года) — абхазский советский партийный и государственный деятель, председатель колхоза «Красные Эшеры» Сухумского района Абхазской АССР, Грузинская ССР. Герой Социалистического Труда (1949).

## Биография
Родился в 1911 году в крестьянской семье в селе Отхара Сухумского округа Кутаисской губернии.
Участвовал в установлении советской власти в Абхазии. В 1925 году добровольно выступил в 5-й стрелковый грузинский полк. Служил в Красной Армии до 1927 года. Вступил в ВКП(б).
Окончил рабфак и Кубанский сельскохозяйственный институт. Трудился в секретарём парткома совхоза «Псырцха» с центральной усадьбой в Новом Афоне, в государственных органах Гудаутского района. В 1945 году назначен председателем колхоза «Красные Эшеры» Сухумского района.
В 1948 году колхоз «Красные Эшеры» собрал в среднем с каждого гектара по 16,1 центнеров листьев табака сорта «Самсун № 27» на участке площадью 12 гектаров. Указом Президиума Верховного Совета СССР от 3 мая 1949 года «за получение высоких урожаев кукурузы и табака в 1948 году» удостоен звания Героя Социалистического Труда с вручением ордена Ленина и золотой медали «Серп и Молот».
Этим же указом званием Героя Социалистического Труда были награждены табаководы колхоза «Красные Эшеры» Артин Атомович Хачикян и Артин Хачикович Хачикян.
С 1953 года — председатель исполкома Гудаутского горсовета, секретарь Гудайтского райкома Компартии Грузии, директор Гудаутской МТС (с 1958 года — Гудаутская ремонтно-техническая станция). С 1961 года — управляющий межрайонным объединением, с 1971 года — начальник «Гудаутгаз».
В 1974 году вышел на пенсию. Будучи пенсионером работал с 1975 по 1982 года председателем колхоза имени XXII партсъезда, директором УПП АО «Грузгаз».
Скончался 13 августа 1983 года.